# 冰期
冰期，又称小冰期、亚冰期（英語：glacial period），是指在一个“大冰期”（其时间跨度是几千万年甚至2、3亿年）之中，一段持续的全球低温、大陆冰盖大幅度向赤道延伸的时期。间冰期是指两次冰期之间，全球温度较高，大陆冰盖大幅度消融退缩的时期。
冰期与间冰期的时间尺度是数十万年。一个冰河时期由冰期、间冰期交替反复旋回。目前地球处于第四纪大冰期，50万年来出现了5次冰期，每次冰期平均持续7万多年，而每次间冰期平均持续2万多年。目前处于1.1万年前开始的间冰期，这也是全新世的开始.
冰期内部的冷暖交替的时段，分别称为冰段（或称作副冰期、 冰阶）与间冰段（或称作间冰阶）。时间尺度是数万年。